# Port lotniczy General Ulpiano Paez
Port lotniczy General Ulpiano Paez – port lotniczy położony w mieście Salinas, w Ekwadorze.